# Martin Angha
Martin Yves Angha-Lötscher, né le 22 janvier 1994 à Zurich, est un footballeur suisse qui évolue au poste de défenseur à l'Oțelul Galați.

## Biographie
Il rejoint Arsenal à l'âge de 16 ans. Il fait ses débuts en professionnel le 26 septembre 2012 en League Cup contre Coventry City. Il joue second et dernier match avec les « Gunners » le 4 décembre 2012 en Ligue des champions. Il entre à la 83e minute face à l'Olympiakos.
Le 10 avril 2013, son transfert au FC Nuremberg pour la saison 2013-2014 est officialisé. 
À l'issue de la saison 2013-2014, Nuremberg est relégué en 2. Bundesliga. Angha n'entre pas dans les plans du nouvel entraîneur, Valérien Ismaël, et s'engage avec Munich 1860 en août 2014.

## Statistiques
| Saison                | Club                  | Championnat           | Championnat | Championnat | Coupe(s) nationale(s) | Coupe(s) nationale(s) | Compétition(s) continentale(s) | Compétition(s) continentale(s) | Compétition(s) continentale(s) | Total | Total |
| Saison                | Club                  | Division              | M.          | B.          | M.                    | B.                    | Comp.                          | M.                             | B.                             | M.    | B.    |
| 2012-2013             | Arsenal FC            | Premier League        | 0           | 0           | 1                     | 0                     | C1                             | 1                              | 0                              | 2     | 0     |
| Sous-total            | Sous-total            | Sous-total            | 0           | 0           | 1                     | 0                     | -                              | 1                              | 0                              | 2     | 0     |
| 2013-2014             | 1. FC Nuremberg       | Bundesliga            | 14          | 0           | 0                     | 0                     | -                              | -                              | -                              | 14    | 0     |
| Sous-total            | Sous-total            | Sous-total            | 14          | 0           | 0                     | 0                     | -                              | -                              | -                              | 14    | 0     |
| 2014-2015             | Munich 1860           | 2. Bundesliga         | 16          | 0           | 1                     | 0                     | -                              | -                              | -                              | 17    | 0     |
| Sous-total            | Sous-total            | Sous-total            | 16          | 0           | 1                     | 0                     | -                              | -                              | -                              | 17    | 0     |
| 2015-2016             | FC Saint-Gall         | Super League          | 29          | 1           | 3                     | 0                     | -                              | -                              | -                              | 32    | 1     |
| 2015-2016             | FC Saint-Gall         | Super League          | 15          | 0           | 0                     | 0                     | -                              | -                              | -                              | 15    | 0     |
| Sous-total            | Sous-total            | Sous-total            | 44          | 1           | 3                     | 0                     | -                              | -                              | -                              | 47    | 1     |
| 2017-2018             | FC Sion               | Super League          | 14          | 0           | 0                     | 0                     | -                              | -                              | -                              | 14    | 0     |
| 2018-2019             | FC Sion               | Super League          | 4           | 0           | 0                     | 0                     | -                              | -                              | -                              | 4     | 0     |
| Sous-total            | Sous-total            | Sous-total            | 18          | 0           | 0                     | 0                     | -                              | -                              | -                              | 18    | 0     |
| 2019-2020             | Fortuna Sittard       | Eredivisie            | 15          | 1           | 2                     | 0                     | -                              | -                              | -                              | 17    | 1     |
| Sous-total            | Sous-total            | Sous-total            | 15          | 1           | 2                     | 0                     | -                              | -                              | -                              | 17    | 1     |
| Total sur la carrière | Total sur la carrière | Total sur la carrière | 107         | 2           | 7                     | 0                     | -                              | 1                              | 0                              | 115   | 2     |